# Československý svaz žen
Československý svaz žen (ČSŽ) (Tjeckoslovakiska kvinnoförbundet) var en kvinnoorganisation i Tjeckoslovakien, verksam 1950-1990.
Tjeckoslovakiska kvinnoförbundet (ČSŽ) var en del av Tjeckoslovakiens kommunistiska parti. Det grundades i mars 1950 genom fusionskonventionen av Women Council och Union of Slovak Women, senare understödd av lag nr 68/1951 Coll., om frivilliga organisationer och församlingar. Tjeckoslovakiska kvinnoförbundet blev en del av Nationella fronten och alla kvinnoföreningar som hittills funnits i Tjeckoslovakien inlemmades i den. 